# Taxa de contrast
La taxa de contrast és una mesura característica d'una pantalla que representa la separació màxima de lluminositat entre el color negre i el color blanc d'una imatge. Aquesta mesura és normalment utilitzada en la electrònica de gran públic amb la finalitat de descriure la prestació qualitativa d'una pantalla o d'un projector donant la relació entre el màxim i el mínim de luminància mostrable. Així quant més alta és la taxa de contrast, millor és la definició de la imatge.
En funció del tipus de pantalla és possible tenir en consideració l'aspecte estàtic d'una imatge o el seu aspecte dinàmic, que inclou en aquest cas una dimensió temporal suplementària al procés de mesura. Es poden distingir dos tipus taxa de contrast.
- Taxa de contrast estàtic: la relació de lluminositat entre el color més brillant i el més fosc que la pantalla és capaç de produir simultàniament, en un moment donat
- Taxa de contrast dinàmic: la relació de lluminositat entra el color més brillant i el més fosc que la pantalla és capaç de produir en un període.

En fotografia, es parla de la gamma dinàmica de la luminància.